# Cẩm Đông (phường)
Cẩm Đông là một phường thuộc khu vực trung tâm thành phố Cẩm Phả, tỉnh Quảng Ninh, Việt Nam. Địa hình của phường chủ yếu là đồi núi.

## Địa lý
Diện tích phường Cẩm Đông là 7,32 km², là một phường có diện tích lớn của thành phố Cẩm Phả. Phía Bắc giáp phường Mông Dương, phía Đông giáp phường Cẩm Sơn, phía Tây giáp hai phường Cẩm Tây và Cẩm Bình, phía Nam là vịnh Bái Tử Long.
Dân số Cẩm Đông năm 2016 là 11.208 người, gồm 3049 hộ gia đình, mật độ dân số đạt 1531 người/km². Tổng số người trong độ tuổi lao động là 6.217 người, dân cư chủ yếu là các công nhân ngành than và kinh doanh buôn bán vừa và nhỏ. Hầu hết, người Cẩm Đông đều mang dân tộc Kinh.
Cẩm Đông có đường Hoàng Quốc Việt thuộc Quốc lộ 18 chạy ngang qua. Ngoài ra, phường còn có các con đường quan trọng như Bà Triệu, Vũng Đục, Lý Bôn.